# Ioan Massoff

Ioan Massoff

Ioan Heinrich Massoff (n. 4 iunie 1904, București — d. 27 ianuarie 1985, București) a fost un teatrolog și prozator român.

## Biografie
Născut la București, la 4 iunie 1904, după studii la Academia Comercială si apoi la Facultatea de Istorie a Universității bucureștene, își începe, în 1924, activitatea publicistică la „Rampa“, unde va deveni și redactor, colaborînd, în continuare, cu cronici dramatice și cu eseuri de specialitate la „Adevărul literar și artistic” și la „Jurnalul literar". 
A fost, timp de patru decenii, secretar literar al Teatrului Național. In afară de romanul interbelic din mediul teatral, „Fard“, de impresiile de călătorie, „Londra 1933“, de anchete si de convorbiri cu scriitori și cu artiști, „Despre ei si despre alții...“ (1973), de memorialistică și de anecdote despre teatrul de altădată, „Actorul de la miezul nopții“ (1974), s-a consacrat istoriei dramaturgiei românești (cu preocupare mai cu seamă pentru spectacol și mal puțin pentru textul literar), tipărind „Teatrul românesc de acum 100 de ani” (în colaborare cu George Băiculescu) (1935), „Istoria Teatrului Național din București: 1877—1937“ (1937), „Matei Millo și timpul său“ (1939), „Viața Iul Tănase“ (1947), „Eminescu și teatrul “ (1964), „I. D. lonescu de la lunion" (1965), „Contribuții la istoricul teatrului liric românesc“ (1968). 
Lucrarea capitală a reputatului cercetător rămîne însă monumentala monografie în 6 volume „Teatrul românesc – privire istorică“ (1961 – 1976). 
Manuscrisele sale se află în prezent în arhiva Fabian Anton.

## Pseudonime
- Fosam (anagramă în „Rampa“, între anii 1931 - 1938)
- Radu Mina
- Osric (în „Rampa“)

## Colaborări
- Adevărul
- Adevărul literar și artistic
- Cele trei Crișuri
- Realitatea Ilustrată
- Tomis

## Volume publicate
- „Londra 1933”, note de călătorie, București 1934
- „Fard...”, roman, București 1935
- „Teatrul românesc acum o sută de ani” (în colaborare cu G. Baiculescu), București 1935
- „Istoria Teatrului Național din București 1877 – 1937”, București 1937
- „Amintiri din teatru ale lui Const. I. Nottara” (în colaborare cu Tatiana Nottara), București 1938
- „Davicion Bally – Revoluționarul de la 48”, biografie, 1938
- „Mattei Millo și timpul său”, biografie, București 1939
- „Strădania a cinci generații. Monografia familiei Șaraga”, București 1941
- „Viața lui Tănase”, biografie, București 1947
- „Viața lui Tony Bulandra”, biografie, 1931, 1949
- „Teatrul românesc”, I – VIII, București 1961 – 1981
- „C. Tănase” (în colaborare cu R. Tănase), București 1964 (ediția II, 1970)
- „Eminescu și teatrul”, București 1964
- „I. D. Ionescu de la «Iunion»”, biografie, București 1965
- „Maria Ventura” (în colaborare cu Gh. Nenișor), cuvânt înainte de J. Paul-Boncour, biografie, București 1966
- „Tenorul Ioan Băjenaru și vremea lui. Contribuție la istoria teatrului liric din România”, București 1970
- „Petre Liciu și vremea lui”, biografie, București 1971
- „Despre ei și despre alții...”, interviuri, București 1973
- „Actorul de la miezul nopții. Oameni și întîmplări din lumea teatrului de altădată”, memorialistică și anecdote, București 1974
- „Glorioasa existență a tenorului Grigore Gabrielescu”, biografie, București 1974
- „Ion Iancovescu sau neliniștea unui actor”, biografie, București 1979
- „Între viață și teatru: portrete, mărturii, profiluri”, București 1985

## Traduceri
- Boris Romașov – „Teatru“, București 1952

## Distincții
- Medalia Muncii (30 decembrie 1957) „cu prilejul împlinirii a 10 ani de la proclamarea Republicii Populare Romîne și pentru merite deosebite în activitatea cultural-artistică”[1]
- Ordinul „Meritul Cultural” clasa a IV-a (6 noiembrie 1967) „pentru merite deosebite în domeniul artei dramatice”[2]
- Ordinul „Meritul Cultural” clasa a II-a (28 mai 1974) „pentru activitate îndelungată și merite deosebite în domeniul publicisticii consacrate istoriei teatrului românesc [...], cu prilejul împlinirii vîrstei de 70 de ani”[3]